# Bathyphantes simillimus
Bathyphantes simillimus là một loài nhện trong họ Linyphiidae. Chúng được Ludwig Carl Christian Koch miêu tả năm 1879.

## Phân loài
- Bathyphantes simillimus buchari Ruzicka, 1988